# Dirk Kruijf
Dirk Kruijf (Vinkeveen, 27 mei 1846 – Zeist, 15 november 1921) was een Nederlandse architect. Zijn naam wordt ook wel geschreven als Kruyf en Kruijff.

## Leven en werk
Kruijf was een zoon van veldwachter Gerardus Jacobus Kruijf en Maria Haring. Hij woonde en werkte in Utrecht en bouwde daar onder andere de Ambachtsschool (1893) en het Ooglijdersgasthuis (1894). Bij het ontwerp van de Ambachtsschool werkte hij samen met P.J. Houtzagers. Buiten de stad ontwierp Kruijf het gebouw van de sociëteit Mutua Fides in Groningen (1882-1883) en het gebouw van de Tielse afdeling van de Maatschappij tot Nut van 't Algemeen (1886). De opdrachten voor de Ambachtsschool, de sociëteit en het Nutsgebouw waren het resultaat van een bekroonde inzending na een openbare prijsvraag. Het sociëteitsgebouw ging verloren in 1945, bij de bevrijding van Groningen, eind jaren zeventig werd de Ambachtsschool verkocht en uiteindelijk gesloopt.
Kruijf was gehuwd met Maria Adriana van der Lip (13 mei 1848 - 28 oktober 1920) en werd begraven op de Nieuwe Begraafplaats te Zeist.